# Orthonevra shannoni
Orthonevra shannoni är en tvåvingeart som först beskrevs av Charles Howard Curran 1925.  Orthonevra shannoni ingår i släktet glansblomflugor, och familjen blomflugor.
Artens utbredningsområde är Costa Rica. Inga underarter finns listade i Catalogue of Life.